# Oxytropis maqinensis
Oxytropis maqinensis är en ärtväxtart som beskrevs av Y.H.Wu. Oxytropis maqinensis ingår i släktet klovedlar, och familjen ärtväxter. Inga underarter finns listade i Catalogue of Life.